# Chleb dyniowy

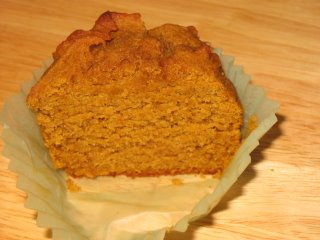
Porcja pumpkin bread

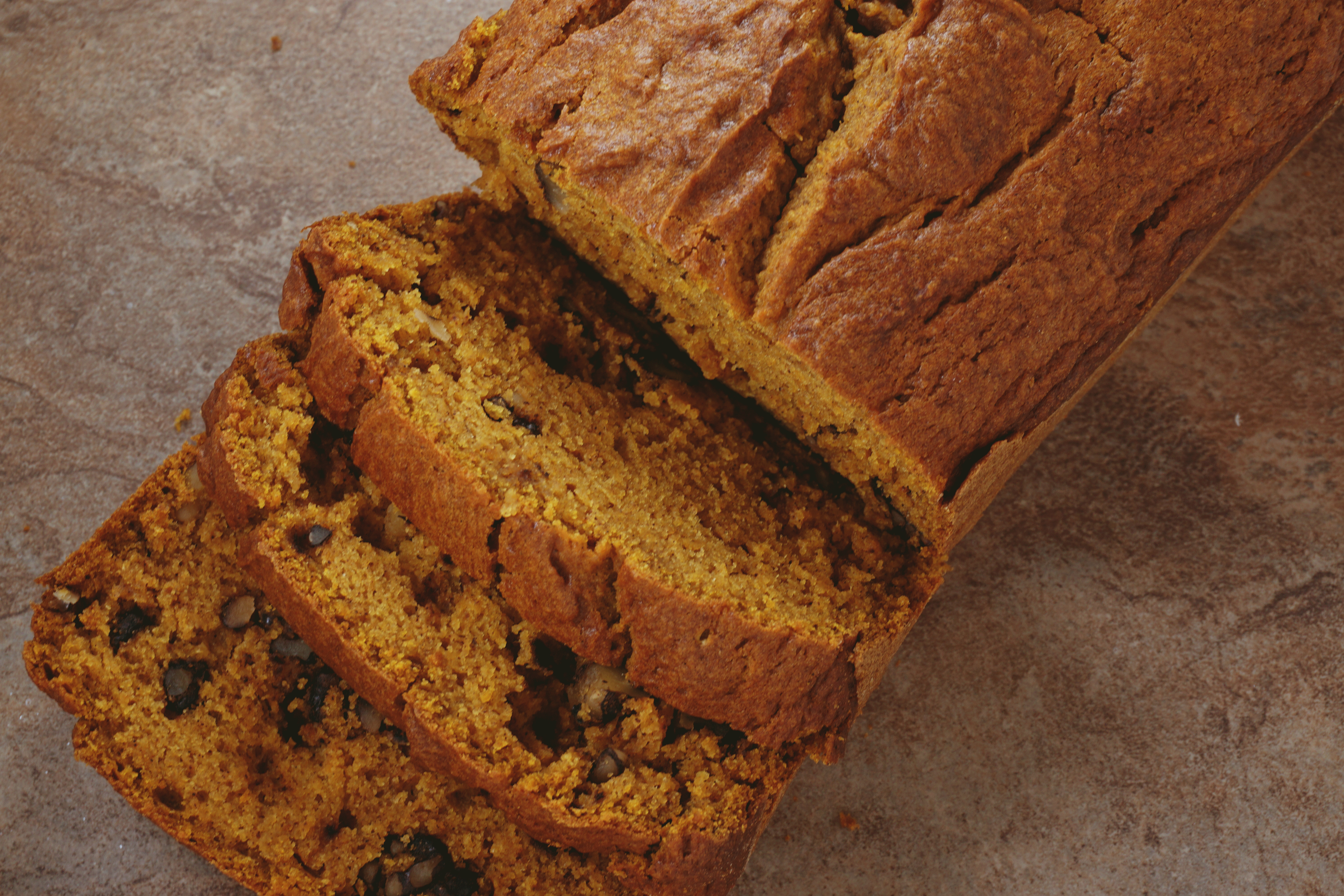
Pumpkin bread z orzechami włoskimi

Chleb dyniowy (ang. pumpkin bread) – rodzaj półsłodkiego lub słodkiego ciasta z dyni, wypiekanego zwykle w formie podłużnego, wysokiego placka. Jedna z potraw halloweenowych. 
Typowy współczesny, amerykański pumpkin bread to ciasto przygotowane bez użycia drożdży. Typowe składniki to: mąka, tłuszcz (olej roślinny), jaja, purée z dyni, cukier, przyprawy korzenne (cynamon, goździki, gałka muszkatołowa, ziele angielskie) oraz środki spulchniające. Opcjonalne, typowe dodatki to rodzynki, daktyle i orzechy (pekanowe, włoskie).
Według przepisu Catharine Beecher (1800–1878), zamieszczonego w jej w książce Domestic Receipt Boook (1842), pumpkin bread to wytrawny (słony) wypiek w postaci drożdżowego chleba kukurydzianego, przyrządzonego z duszonej dyni.